# Pierre-Robert Olivétan
Pierre-Robert Olivétan även känd som Olivetanus, född 1505, död 1538, var en fransk reformert teolog.
Olivétan var en av Jean Calvins medhjälpare vid reformationens genomförande i Genève. 1535 utkom en av Olivetanus gjord fransk bibelöversättning med förord av Calvin.